# Environmental Media Awards
Environmental Media Awards são premiações concedidas pela Environmental Media Association desde 1991 para o melhor filme ou episódio de uma série de televisão com uma mensagem ambiental.
A Environmental Media Association (EMA) é uma organização sem fins lucrativos criada em 1989 que acredita que "através da televisão, cinema e música, a comunidade de entretenimento tem o poder de influir uma consciência ambiental em milhões de pessoas".